# Premio Luis Aparicio
El Premio Luis Aparicio es un galardón que se entrega cada año en Venezuela, el 18 de noviembre, al pelotero venezolano más destacado en la temporada de béisbol de la MLB. Este premio se entrega en honor al pelotero venezolano, y único Salón de la Fama del Béisbol, Luis Aparicio.
Se ha escogido la fecha del 18 de noviembre, con motivo del día de la Virgen de Chiquinquirá, popularmente conocida como "la chinita". Esta entrega se hace en el Estadio Luis Aparicio el Grande, donde habitualmente juegan las Águilas del Zulia, equipo venezolano de la Liga Venezolana de Béisbol Profesional.
Este premio se empezó a entregar a partir del año 2004 y es escogido mediante votaciones por cada uno de los periodistas deportivos más reconocidos de Venezuela.
Cuatro peloteros han logrado ganar en más de una ocasión el premio "Luis Aparicio". Johan Santana que lo hizo en el año 2004 y en el 2006 por su destacada actuación, haciéndose acreedor del premio Cy Young en ambas ocasiones, Ronald Acuña Jr. en 2018 y 2020, José Altuve en cuatro oprtunidades en 2014, 2016, 2017 y 2022; y José Miguel Cabrera que lo ha ganado en cinco oportunidades, tres de ellas consecutivas: 2005, 2011, 2012, 2013 y 2015.
En el 2018 por primera vez se entregó el premio a dos jugadores, tras haber un empate en las votaciones a 400 votos cada uno entre Jesús Aguilar y Ronald Acuña Jr..

## Ganadores del premio
| Año  | Ganador                        | Puntos | Mención Honorífica                                                           |
| ---- | ------------------------------ | ------ | ---------------------------------------------------------------------------- |
| 2004 | Johan Santana                  |        | No hubo                                                                      |
| 2005 | Miguel Cabrera                 | 477    | Oswaldo Guillén                                                              |
| 2006 | Johan Santana                  | 600    | Aníbal Sánchez                                                               |
| 2007 | Magglio Ordóñez                | 600    | David Concepción                                                             |
| 2008 | Francisco Rodríguez            | 701    | Omar Vizquel y Carlos Zambrano                                               |
| 2009 | Félix Hernández                | 594    | Omar Vizquel                                                                 |
| 2010 | Carlos González                | 471    | Armando Galarraga, Félix Hernández y Manuel González (Árbitro)               |
| 2011 | Miguel Cabrera                 | 600    | No hubo                                                                      |
| 2012 | Miguel Cabrera                 | 600    | Omar Vizquel, Johan Santana, Félix Hernández, Marco Scutaro y Pablo Sandoval |
| 2013 | Miguel Cabrera                 | 600    | Henderson Álvarez                                                            |
| 2014 | José Altuve                    | 461    | Omar Vizquel                                                                 |
| 2015 | Miguel Cabrera                 | 485    | Salvador Pérez, Melvin Mora y Alcides Escobar                                |
| 2016 | José Altuve                    | 598    | No hubo                                                                      |
| 2017 | José Altuve                    | 600    | No hubo                                                                      |
| 2018 | Jesús Aguilar Ronald Acuña Jr. | 400    | Johan Santana                                                                |
| 2019 | Eugenio Suárez                 | 480    | José Altuve, Bob Abreu y Carlos Carrasco                                     |
| 2020 | Ronald Acuña Jr.               | 483    |                                                                              |
| 2021 | Salvador Pérez                 | 600    |                                                                              |
| 2022 | José Altuve Luis Arráez        | 472    | Andrés Giménez, Martín Pérez y Anthony Santander                             |
| 2023 | Ronald Acuña Jr.               |        | Luis Arráez y Félix Hernández                                                |
| 2024 |                                |        |                                                                              |